# Église Saint-Jean de Territet
L'église Saint-Jean (anglais : St John's Church) est un édifice religieux anglican à Territet (Montreux), en Suisse.

## Histoire
Montreux compte cinq églises anglicanes (St John's, Christ Church, et les chapelles de Glion, de Caux, et des Avants). St John's est la première de cet ensemble, et la plus représentative. Son histoire remonte au début des années 1870, lorsque les hôtes anglophones en villégiature jugent indigne de continuer à célébrer les offices dans des locaux prêtés par les hôteliers. Un fonds, soutenu par un comité d'évangélisation anglais, est constitué en 1872 pour la construction d'une chapelle. Il y aura trois étapes principales de construction.
Grâce au soutien financier de l'hôtelier Ami Chessex, un terrain est acquis à proximité de la gare de chemin de fer et de l'hôtel des Alpes, qui appartient à Chessex. La première pierre est posée le 28 septembre 1875 selon des plans venus d'Angleterre, apportés par M. Hebson, un membre du comité. Le chantier est dirigé un architecte Foretay, sans doute John-Henri Foretay, à qui l'on doit d'autres chapelles dans la région. En cours de chantier, toutefois, les plans sont modifiés et Foretay est écarté au profit des frères Henri et Charles Chaudet, architectes à Clarens.
En 1877, année de l'inauguration de l'église, l'architecte en:George Frederick Bodley y (beau-père de l'un des membres du comité de l'église), fournit des dessins pour la disposition des bancs et pour les fonts baptismaux.
Puis un nouveau pasteur, Philip Menzies Sankey (1830-1909), va diriger durant près de trente ans le comité de direction, et susciter diverses transformations qu'il finance d'ailleurs en partie lui-même. Ainsi, en 1879, l'architecte François Jaquerod transforme le chœur, repoussant l'autel et la chaire pour offrir vingt nouvelles places assises aux fidèles, de plus en plus nombreux.
En 1880, le révérend Sankey contacte l'architecte en:Richard Popplewell Pullan (1825-1888) [alors chargé de l'érection d'une chapelle anglicane à Pontresina pour la création d'une abside en remplacement du chevet plat initial. Une année plus tard, ce nouveau chœur, doté d'une niche pour l'orgue Walker, est inauguré.
Cinq ans plus tard, en 1885, Pullan est chargé d'un nouvel agrandissement en direction du lac pour créer un porche et une tribune. Les plans sont adoptés en avril et l'inauguration a lieu déjà en octobre de la même année. Le même architecte conçoit en 1887 la nouvelle chaire et le décor mural de la nef. Il meurt l'année suivante, mais avait sans doute planifié, pour le sol du chœur, le dallage en marbre qui est posé en 1889.

Église anglaise Territet vers 1895, avant la construction de la nef occidentale, et avant celle du porche (coll. EPFZ)

Le pasteur Sankey voit grand: en 1891-1892, il fait bâtir à côté de la chapelle une Library, soit un édifice destiné à abriter une bibliothèque. Les plans sont sans doute dessinés par l'architecte Louis Maillard, qui construira bientôt le Grand-Hôtel voisin (1887-1888). Quant à l'aménagement des salles de lecture, sur deux niveaux, il est l'œuvre de la Menuiserie Held. L'édifice est transformé en 1919 et 1954 pour servir de presbytère et loger le chapelain et sa famille.
Une dernière grande étape d'agrandissement a lieu en 1894-1897, avec la construction, côté Montreux, d'une nef latérale, avec son porche extérieur. Il s'agit là sans doute de l'ouvrage d'un autre important architecte londonien, Reginald Blomfield (1856-1942), dont les plans sont adoptés en 1895 et mis en œuvre par Louis Maillard en compagnie des architectes-entrepreneurs Paul Rochat et Chaudet Frères, de Clarens. Cette nouvelle nef latérale est inaugurée en 1897, et l'église est alors considérée comme terminée.

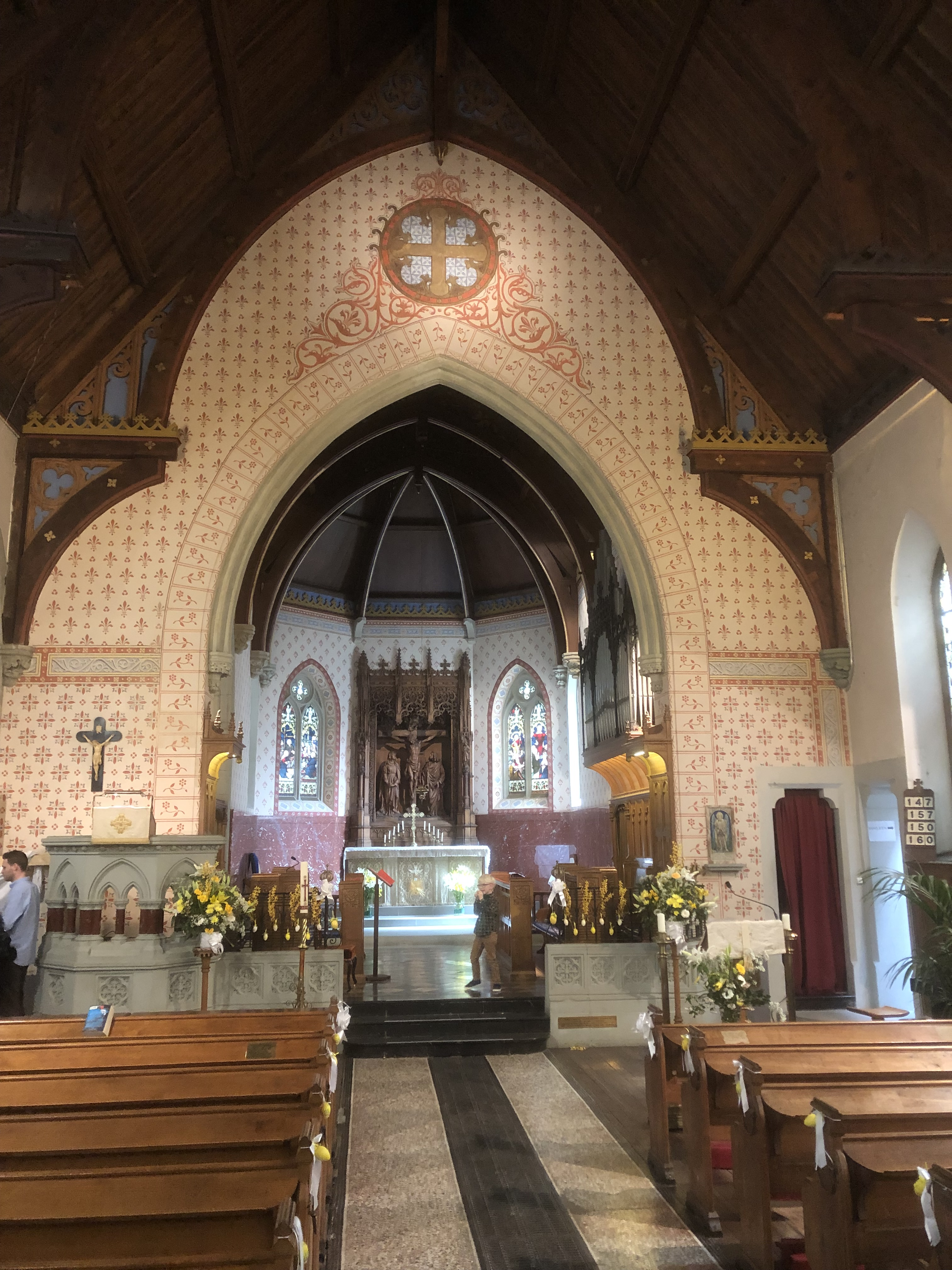
Église anglicane St John's, Territet.

Le lieu de culte recevra cependant encore divers embellissements avant 1914. Pose de vitraux de Friedrich Goll (de) de Lucerne, tandis que le superbe nouveau retable (mémorial Sankey) date de 1912. Cette Crucifixion en bois sculpté provient de Bruges et est due au ciseau d'Alphonse de Wispelaere, qui est l'auteur également du retable en bois massif de l'église anglicane de Caux.

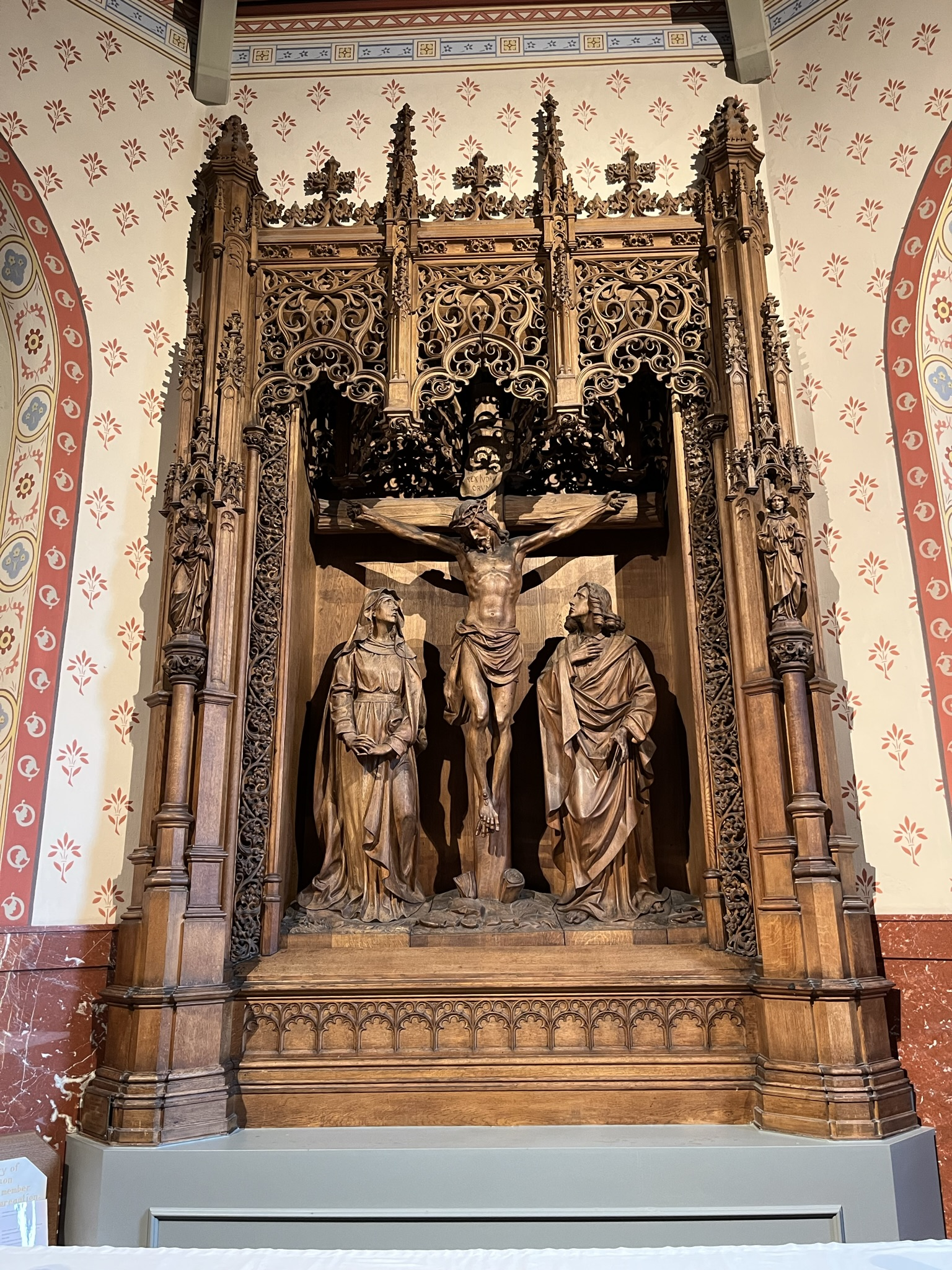
Montreux-Territet St John's, retable Crucifixion 1912, par un sculpteur de Bruges.

La charpente apparente formant voûte (hammerbeam roof), typiquement anglaise, confère une grande part de son originalité à cet édifice. Dans le prolongement de la nef latérale, la chapelle de la Vierge (Lady Chapel), conçue comme un bras du transept (symétrique à la chambre de l'orgue situé de l'autre côté du chœur), conserve le décor peint en 1914-1915 selon le projet d'un architecte nommé Cleverly, peut-être Charles Frederic Moore Cleverly, admis en 1883 comme candidat associé au Royal Institute of British Architects. Une imposante grille en fer forgé, plus baroque que gothique, ferme la chapelle. De provenance anglaise, elle est due à la firme Sex & Sons.
L'église comporte un intéressant ensemble de vitraux dus à l'atelier londonien en:Lavers, Barraud and Westlake, atelier qui a livré aussi, dans la même région, ceux de l'église anglicane All Saints à Vevey (1884). On note, dans le chœur, des verrières illustrant des scènes de la vie du Christ (1882).
Une ultime étape d'agrandissement a lieu en 1928 sous la direction des architectes Adolphe Burnat et Paul Nicati, qui sont chargés d'agrandir l'abside en repoussant le mur quelques mètres plus à l'est, à proximité immédiate de la ligne du Funiculaire Territet – Glion. Ils réutilisent sans doute une grande partie des matériaux de l'abside de 1882, y compris le plafond en bois.
Au XXe siècle, lors de l'élargissement de la route cantonale, il a fallu, selon le projet de l'architecte Henri David, créer un passage couvert au rez-de-chaussée de l'annexe côté lac de Pullan.
L'édifice est classé monument historique en 2002. Dès lors, une importante campagne de restauration, dirigée par l'architecte Jean Nicollier, a a redonné son lustre à cet important représentant de l'historicisme en Suisse.

## Cimetière des Roses
L’église était accompagnée d’un cimetière qui est resté abandonné de longues années avant sa suppression à la fin des années 1980 pour en faire un jardin public rebaptisé « Parc des Roses ».
On y trouvait les tombes de notables, dont des hommes politiques et hôteliers comme Alexandre Emery et Ami Chessex des industriels de la première heure comme Henri Nestlé, ainsi que les monuments de nombreux touristes allemands, russes, et surtout anglais venus mourir dans la région de Montreux ou dans les montagnes environnantes.
Quelques monuments ont été conservés aux abords immédiats de l’église et un beau livre de Jacques Chessex et Luc Chessex illustre ce site au délabrement romantique juste avant sa disparition.